# Lill-Blåsåstjärnen
Lill-Blåsåstjärnen är en sjö i Piteå kommun i Norrbotten och ingår i Alterälvens huvudavrinningsområde.